# Capela de Nossa Senhora da Piedade (Caeté)
A Basílica Ermida da Padroeira de Minas Gerais – Nossa Senhora da Piedade é um templo católico em Caeté, Minas Gerais, no Brasil. Está situado no alto da Serra da Piedade. De construção bastante simples, é compatível com o objetivo de ser um templo de orações de romeiros e penitentes que subiam àquela altura para recolhimento e à proximidade da coisa divina.
Antônio da Silva Bracarena recebeu do bispado a permissão para construir a capela em 30 de setembro de 1767, data que é tida como fundação do santuário.

## Histórico
Foi construída pelo mesmo Antônio da Silva Bracarena que projetou a Igreja Matriz Nossa Senhora do Bom Sucesso de Caeté, o oposto da capelinha da Serra pelo seu luxo e riqueza. Na verdade, Bracarena a construiu exatamente para criar o local de recolhimento a que ele voluntariamente se condenou, algum tempo depois de criar a matriz de Caeté. Ali permaneceu como irmão penitente da Ordem Terceira do Carmo até a sua morte, cercado por um grupo de seguidores.

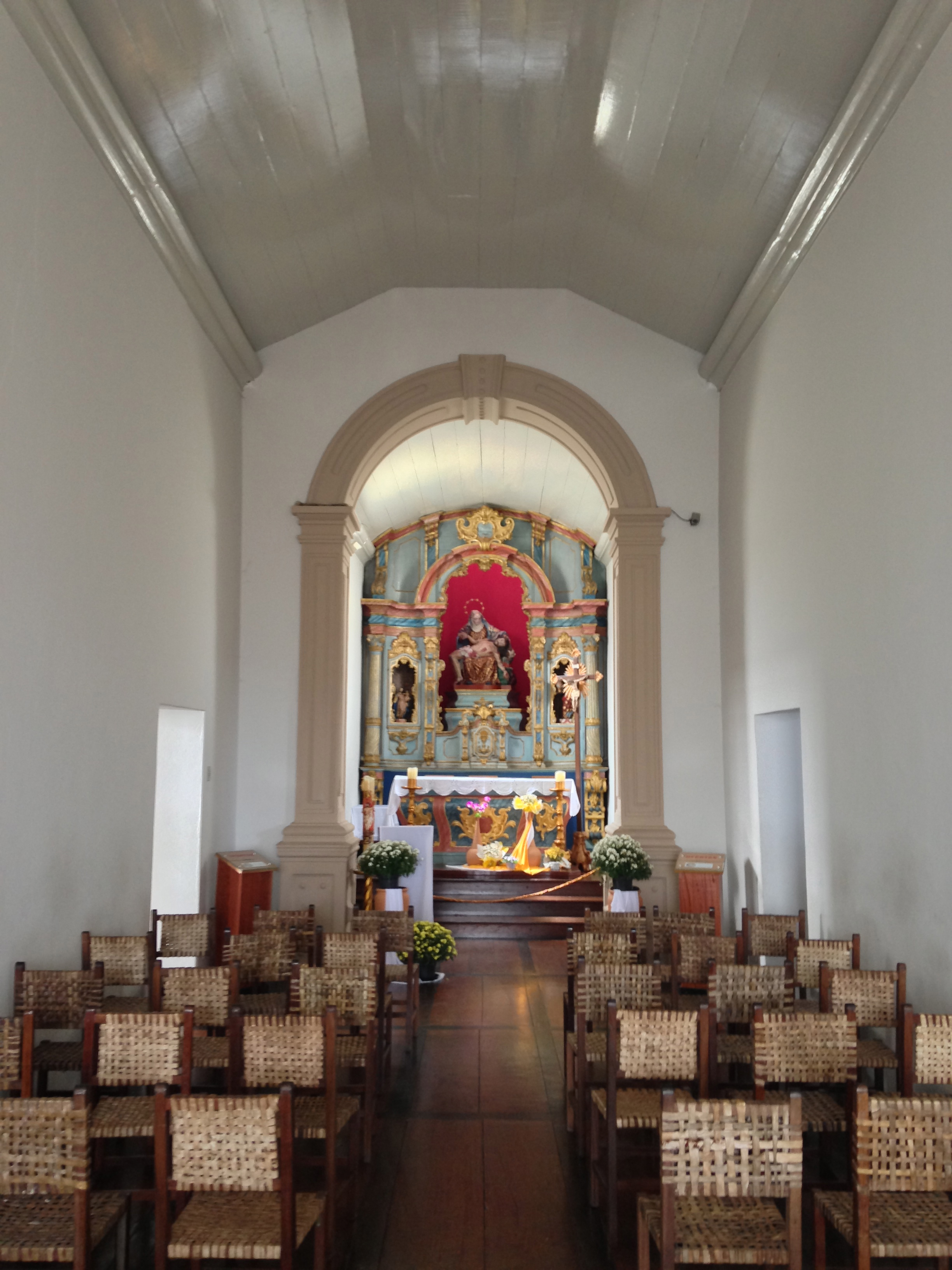
Interior da Capela de Nossa Senhora da Piedade

É interessante notar que Bracarena, da mesma forma como aconteceu com o irmão Lourenço na serra do Caraça, não conseguiu deixar raízes que pudessem garantir a sequência da sua obra após a sua morte e dos seguidores que recrutou em vida.
No final do século XIX, depois de ter virado lugar de atuação de fanáticos e visionários, foi instalado na serra um asilo sob cuidado das Irmãs da Piedade, que não sobreviveu até nossos dias.

## Arquitetura
A capela está erigida sobre um tablado de pedras a que se chega galgando uma escada. O corpo da construção ultrapassa o espaço lateral da fachada, dando ao conjunto um aspecto desarmônico. A parte principal do frontispício é retangular, guarnecida de pilastras e cunhais de alvenaria, acompanhando o alinhamento das torres. Há uma porta simples no centro. A cimalha é de alvenaria e as torres são quadradas e altas, cobertas com telhas dispostas numa estrutura baixa de quatro águas arrematadas com pináculos altos e delgados. Há pontas curvadas nos cantos do telhado das torres, dando a elas o conhecido aspecto chinês.
O interior é minúsculo, mas além da capela-mor tem ainda uma capelinha lateral. O retábulo é do tipo oratório, e apresenta um arco rendilhado com um medalhão no alto. Não há relevos na parte externa do coroamento do retábulo, e todo o conjunto avança até o teto, com ressaltos que dão continuidade às linhas das colunas. As colunas internas são misuladas e as externas são redondas de fuste liso, com estrias retas na parte superior e retorcidas no terço inferior. O trono é simples e sustenta a imagem de Nossa Senhora da Piedade com o Cristo desfalecido. Alguns autores atribuem essa imagem ao Aleijadinho. O camarim é recoberto por um pano e há nichos laterais: um abrigando uma imagem e o outro abrigando um singelo vaso de flores.

## Título de Basílica

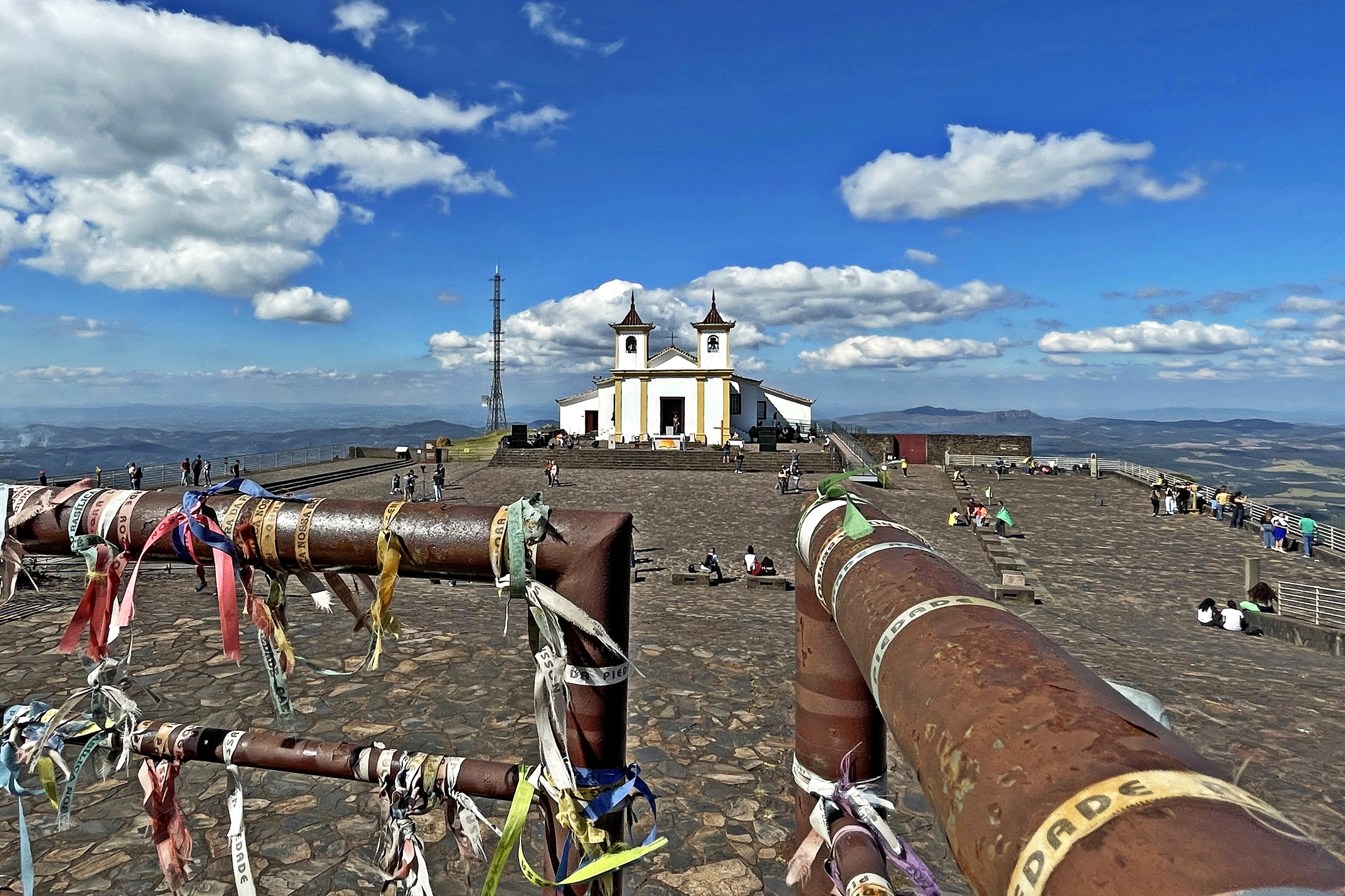
Fitas religiosas com a Capela Nossa Senhora da Piedade ao fundo

No dia 19 de novembro de 2017, domingo, o Arcebispo Metropolitano de Belo Horizonte Dom Walmor Oliveira de Azevedo, durante a celebração da Santa Missa no respectivo local, noticiou que o sumo pontífice Papa Francisco elevou as duas igrejas que fazem parte do conjunto arquitetônico da Serra da Piedade à condição de basílicas. A informação foi divulgada no dia anterior, sábado (18), pela Arquidiocese de Belo Horizonte.
Com a decisão do Papa, a Ermida de Nossa Senhora da Piedade, padroeira de Minas Gerais, capela do Século XVIII que guarda a imagem da Mãe da Piedade feita por Aleijadinho, passou a se chamar Basílica Ermida da Padroeira de Minas Gerais - Nossa Senhora da Piedade. Já a Igreja Nova das Romarias, edificada nos anos 70 para acolher as grandes peregrinações, passou a ser chamada de Basílica Estadual Nossa Senhora da Piedade.

## Romaria Estadual do Terço dos Homens
Entre os meses de agosto e setembro, a basílica recebe milhares de homens para a romaria mineira do movimento Terço dos Homens. O primeiro evento ocorreu em 2014. Os chamados tercistas rezam um grupo de mistérios do rosário e uma missa é celebrada. O responsável espiritual do movimento é o arcebispo de Juiz de Fora (MG), Dom Gil Antônio Moreira. O arcebispo de Belo Horizonte, Dom Walmor, frequentemente participa das romarias.

## Ligações externa
- Media relacionados com Capela de Nossa Senhora da Piedade no Wikimedia Commons